# Бернсдорф (Верхня Лужиця)
Бернсдорф (нім. Bernsdorf, в.-луж. Njedźichow) — місто в Німеччині, розташоване в землі Саксонія. Входить до складу району Бауцен.
Площа — 59,65 км2. Населення становить 6344 ос. (станом на 31 грудня 2020).